# Alexandre Pellicier
Alexandre Pellicier (* 9. Dezember 1981) ist ein französischer Skibergsteiger. 
Er begann 1998 mit dem Skibergsteigen, nahm im selben Jahr am Juniorenwettbewerb der Pierra Menta teil und ist seit 1999 Mitglied der französischen Nationalmannschaft.

## Erfolge (Auswahl)
- 2005: 6. Platz bei der Europameisterschaft Skibergsteigen Team mit Cyril Champange

- 2006: 8. Platz bei der Weltmeisterschaft Skibergsteigen Team mit Pierre Gignoux

- 2007:
  - 2. Platz bei der Europameisterschaft Skibergsteigen Team mit William Bon Mardion
  - 6. Platz bei der Europameisterschaft Skibergsteigen Kombinationswertung
  - 7. Platz bei der Europameisterschaft Skibergsteigen Einzel

- 2008:
  - 1. Platz bei der Weltmeisterschaft Skibergsteigen Team mit Florent Perrier
  - 4. Platz bei der Weltmeisterschaft Skibergsteigen Kombinationswertung
  - 10. Platz bei der Weltmeisterschaft Skibergsteigen Einzel

### Pierra Menta
- 2006: 6. Platz mit Cyril Champange
- 2007: 3. Platz mit Bertrand Blanc
- 2008: 5. Platz mit Ola Berger